# Hepatocit
Hepatocit je ćelija tkiva jetre. Hepatociti sačinjavaju 70-80% jetrene mase.
Ove ćelije učestvuju u:
- Sintezi proteina
- Skladištenju proteina
- Transformaciji ugljenih hidrata
- Sintezi holesterola, žučnih kiselina i fosfolipida
- Detoksifikaciji, modifikacijama, i ekskreciji eksogenih i endogenih supstanci

Hepatociti takođe iniciraju formiranje i sekreciju žuča.

## Histologija
Hepatociti imaju eozinofilnu citoplazmu, što je odraz brojnih mitohondrija, i bazofilni izgled usled velikih količina hrapavog endoplazmatičnog retikuluma i slobodnih ribozoma. Smeđe lipofuskinske granule su takođe primetne (sa poodmaklmi godinama) zajedno sa iregularnim neobojenim oblastima citoplazme; one su bogate citoplazmnim glikogenom i lipidnim naslagama koje su otklonjene tokom histološke pripreme. Srednji životni vek hepatocita je 5 meseci. Oni imaju sposobnost regeneracije.

## Spoljašnje veze
- Hepatička histologija Архивирано на веб-сајту  (29. мај 2023)